# Oligostraca
Oligostraca zijn een superklasse van kreeftachtigen binnen de stam van de Arthropoda (geleedpotigen).

## Taxonomie
- Klasse Ichthyostraca
- Onderklasse Mystacocarida
- Klasse Ostracoda